# Брегуница
Брегуница (лат. Riparia riparia) је врста птице певачице из породице ласта. Лети борави у медитеранском делу Европе, а током зиме лети у јужне делове Африке, Јужну Америку и Индијски потконтинент.

## Опис
На горњем делу тела је сиво-смеђе боје, трбух и прса су бели, с изузетком смеђег појаса, који одваја грло и груди. Полови се не разликују по перју. Потомци имају сивкасто грло с мање израженом цртом преко прса.